# حاجي لك (أختاتشي محالي)
حاجي لك (بالفارسية: حاجی‌لک) هي قرية تقع في إيران في أذربيجان الغربية. ويُقدر عدد سكانها بـ 749 نسمة متوزعين على 153 عائلة بحسب إحصاء يعود لعام 2006م.